# El Chacolote
El Chacolote är en ort i Mexiko.   Den ligger i kommunen Pajacuarán och delstaten Michoacán de Ocampo, i den centrala delen av landet, 400 km väster om huvudstaden Mexico City. El Chacolote ligger 1 536 meter över havet och antalet invånare är 270.
Terrängen runt El Chacolote är kuperad söderut, men norrut är den platt. Runt El Chacolote är det ganska tätbefolkat, med 80 invånare per kvadratkilometer. Närmaste större samhälle är Sahuayo de Morelos, 18,9 km väster om El Chacolote. I omgivningarna runt El Chacolote växer huvudsakligen savannskog.